# Chloroclystis derasata
Chloroclystis derasata är en fjärilsart som beskrevs av Max Joseph Bastelberger 1905. Chloroclystis derasata ingår i släktet Chloroclystis och familjen mätare. Inga underarter finns listade i Catalogue of Life.

## Bildgalleri

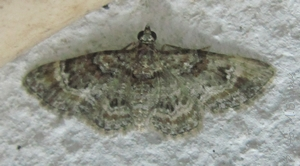